# 오미야촌 (도치기현 시모쓰가군)
오미야촌(大宮村)은 도치기현의 남중부 시모쓰가군에 속했던 촌이다.

## 역사
- 1889년 4월 1일 - 정촌제 시행에 의해 시모쓰가군 오야마촌이 성립하였다.
- 1954년 9월 30일 - 우쓰노미야시에 편입해 소멸하였다.

## 교통

### 철도
- 도부 철도
  - 우쓰노미야선

## 참고문헌
- 『栃木県町村合併誌 第二巻』 栃木県、1955年4月。